# Jijiga
Jijiga is een stad in Ethiopië en is de hoofdplaats van de regio Somali.
In 2005 telde Jijiga 98.076 inwoners.